# Castel Trosino
Castel Trosino is een plaats (frazione) in de Italiaanse gemeente Ascoli Piceno, provincie Ascoli Piceno, en telt ongeveer 500 inwoners.